# Hot Toys
Hot Toys Limited è una società con sede a Hong Kong che produce modellini, action figure e altro materiale da collezione dotato di licenze originali.

## Storia
La società venne fondata nel 2000, ed inizialmente la sua produzione era incentrata su modelli altamente dettagliati di soldati delle forze armate statunitensi. Successivamente è passata a produrre anche action figure di personaggi cinematografici (Movie Masterpiece Series) e televisivi, dei fumetti, musicali, e videoludici. Il team degli artisti è guidato dallo scultore Yulli e dal pittore JC Hong. Nel 2010, l'unico negozio ufficiale dei prodotti Hot Toys, Toy Hunters, è stato segnalato come uno dei migliori 50 negozi indipendenti di Hong Kong dalla rivista Time Out.
Dato l'alto livello di dettaglio, i prodotti della Hot Toys hanno costi molto elevati, con articoli che arrivano a costare anche cifre considerevoli.
Il marchio Hot Toys è distribuito in più di trenta nazioni nel mondo, inclusi Stati Uniti, Europa, Cina, Asia, Giappone, Corea del Sud, e Medio Oriente.

## Licenze produttive

### Film
- 300
- Alien
- Alien vs. Predator
- Ant-Man
- Ant-Man and the Wasp
- Astro Boy
- Avatar
- The Avengers
- Avengers: Age of Ultron
- Avengers: Endgame
- Avengers: Infinity War
- Captain Marvel
- The Amazing Spider-Man
- The Amazing Spider-Man 2 - Il potere di Electro
- Bastardi senza gloria
- Batman
- Batman - Il ritorno
- Batman Begins
- Batman v Superman: Dawn of Justice
- Blade
- Capitan Harlock
- Captain America - Il primo Vendicatore
- Captain America: The Winter Soldier
- Captain America: Civil War
- Il cavaliere oscuro
- Il cavaliere oscuro - Il ritorno
- Commando
- Il corvo
- Deadpool
- Deadpool 2
- Edward mani di forbice
- G.I. Joe - La vendetta
- Goemon
- Guardiani della Galassia
- Hellboy II: The Golden Army
- Harry Potter e la camera dei segreti
- Harry Potter e il prigioniero di Azkaban
- Harry Potter e l'Ordine della Fenice
- I predatori dell'arca perduta
- Iron Man
- Iron Man 2
- Iron Man 3
- Kamui Gaiden
- Lanterna Verde
- Maleficent
- Man of Steel
- Mars Attacks!
- I mercenari - The Expendables
- Il padrino
- Il pianeta delle scimmie
- Pirati dei Caraibi
- Platoon
- Predator
- Prince of Persia - Le sabbie del tempo
- Rambo
- Resident Evil
- Ritorno al futuro
- RoboCop
- Rocky
- Scontro tra titani
- The Spirit
- Spider-Man 3
- Sucker Punch
- Suicide Squad
- Superman
- Superman Returns
- Star Wars
- Terminator
- The Warlords
- Wolverine - L'immortale
- Thor
- Thor: The Dark World
- Thor: Ragnarok
- Tron: Legacy
- Wonder Woman
- X-Men - Conflitto finale
- X-Men le origini - Wolverine
- X-Men - L'inizio
- X-Men - Giorni di un futuro passato

### Serie TV
- Agents of S.H.I.E.L.D.
- Batman
- Daredevil
- Prison Break

### Cartoni animati
- Personaggi Disney

### Videogiochi
- Batman: Arkham
- Resident Evil
- Assassin's Creed
- Metal Gear Solid

### Anime/Manga
- Appleseed Ex Machina
- Astro Boy
- Battle Royale II
- Black Jack
- City Hunter
- Mobile Suit Gundam - Char Aznable

### Serie Comic Masterpiece
- The Friend
- City Hunter

### Celebrità
- Christian Bale
- Marlon Brando
- James Dean
- Michael Jackson
- Leslie Cheung
- Namson Lau
- Wong Ka Kui
- 50 Cent
- Bruce Lee
- Stan Lee
- Eminem
- Snoop Dogg

## Riferimenti in altri media
Action figure prodotte dalla Hot Toys sono state utilizzate in vari video in stop motion, specialmente da Patrick Boivin e dal regista di Hong Kong Derek Kwok.